# Fritz Heckert
Friedrich Carl Heckert, detto Fritz (Chemnitz, 28 marzo 1884 – Mosca, 7 aprile 1936), è stato un rivoluzionario e politico tedesco.

## Biografia
Operaio edile, fu membro dal 1902 del sindacato dei muratori e del Partito Socialdemocratico di Germania, sostenendone l'ala sinistra guidata da Rosa Luxemburg. Tra il 1908 e il 1912 lavorò in Svizzera, dove conobbe numerosi rivoluzionari russi emigrati. Durante la prima guerra mondiale si batté contro lo sciovinismo e a favore di un'uscita rivoluzionaria da guerra. Aderì alla Lega di Spartaco e per l'attività sovversiva fu espulso dal partito e arrestato dalla polizia. Liberato in occasione della Rivoluzione di novembre del 1918, fu tra i fondatori del Partito Comunista di Germania, nel 1920 fu eletto deputato del Reichstag e nel 1923 divenne ministro del governo rivoluzionario della Sassonia. Fu delegato ai Congressi del Comintern, del cui Comitato esecutivo diventò membro nel 1935. Morì a Mosca nel 1936 e l'urna con i suoi resti fu posta nella necropoli delle mura del Cremlino.